# Rémy Couvez
Rémy Couvez (...) è un ghirondista, cantante e compositore francese.

## Discografia
- 1986: Paysages Intérieurs, pubblicando in proprio ;
- 1993: Propos Insolites, Edizione Buda Musique ;
- 1997: Itinérances, Edizione Buda Musique ;
- 2000: Wheeling Dance, Edizione Buda Musique ;
- 2008: Confluence, Edizione Buda Musique ;
- 2012: Wood Song, Edizione Buda Musique ;
- 2014: Vielle et Orgue, Edizione Buda Musique ;
- 2018: Quintus Novum, Edizione Buda Musique.